# Zemská křesťansko-socialistická strana
Zemská křesťansko-socialistická strana (maďarsky Országos Keresztényiszocialista Párt) byla politická strana na území prvorepublikového Československa, respektive Slovenska a Podkarpatské Rusi, která reprezentovala maďarskou národnostní menšinu.

## Dějiny
Šlo o nejsilnější politickou formaci maďarské národnostní menšiny v ČSR. Navazovala na křesťanskosociální stranu, která v Uhersku působila již počátkem 20. století. Byla založena na sjezdu v Košicích 23. listopadu 1919. Prvním předsedou se stal Jenö Lelley. Do parlamentních voleb v roce 1920 šla pod jménem Maďarsko-německá křesťansko-sociální strana, přičemž uzavřela alianci s menší Zemskou stranou zemědělců a malorolníků. V letech 1925–1932 Zemské křesťansko-socialistické straně předsedal Géza Szüllő, v letech 1932–1936 pak János Esterházy. Tiskovým orgánem strany byl deník Népakarat, později Magyar Hírlap.

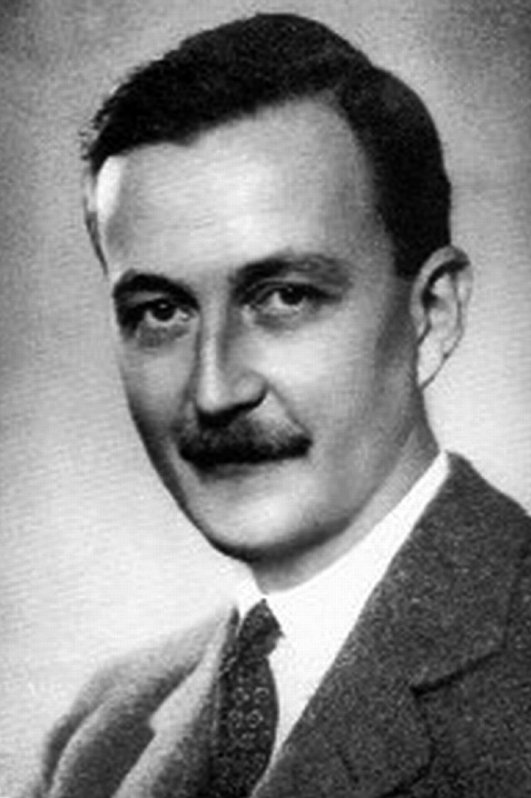
János Esterhazy

Strana se definovala jako křesťanská a v opozici proti socialistickým ideologiím. Požadovala autonomii Slovenska a národnostní rovnoprávnost Maďarů. První předseda Jenö Lelley zastával smířlivější postoj k československému státu, ale následující vedení od roku 1925 již stranu orientovalo výrazněji výše kriticky k ČSR. Frakce okolo Lelleye pak založila novou stranu nazvanou Západoslovenská křesťansko-sociální strana, která ale v parlamentních volbách v roce 1925 neuspěla, zatímco volební zisk Zemské křesťansko-socialistické strany sice poklesl, ale dále si zachovala výraznou parlamentní reprezentaci. Před parlamentními volbami v roce 1929 strana vytvořila alianci s dalšími dvěma menšinovými politickými formacemi (Maďarská národní strana a Spišská německá strana). Tato koalice pak opětovně úspěšně kandidovala i v parlamentních volbách v roce 1935. Po nich docházelo k dalšímu sbližování Zemské křesťansko-socialistické strany a Maďarské národní strany, které vyústilo v červnu 1936 ve vznik Sjednocené maďarské strany.
Mezi jejími voliči nebyli jen etničtí Maďaři, ale i někteří etničtí Slováci naklonění uherské státní myšlence a maďarské kultuře (maďaróni). Například poslanec Ján Dobránsky projevy v parlamentu přednášel ve slovenštině. Byl ovšem stoupencem samostatného východoslovenského národa (takzvaní Slovjaci) a jako oficiální jazyk prosazoval šarišské nářečí. V komunálních volbách strana pravidelně získávala v některých obcích (Košice) vyšší podíl hlasů, než by odpovídalo národnostnímu podílu maďarského etnika.

## Volební výsledky

### Poslanecká sněmovna
| Volby | Hlasy   | Hlasy | Mandáty | Mandáty | Pozice | Postavení |
| Volby | Abs.    | %     | Abs.    | ±       | Pozice | Postavení |
| ----- | ------- | ----- | ------- | ------- | ------ | --------- |
| 1920  | 139,355 | 2.3   | 5/281   |         | 11..   | Opozice   |
| 1925  | 85,777  | 1.2   | 4/300   | ▼1      | ▼14.   | Opozice   |
| 19291 | 257,231 | 3.5   | 6/300   | ▲2      | ▲12.   | Opozice   |
| 19351 | 291,831 | 3.6   | 4/300   | ▼2      | ▲11.   | Opozice   |

### Senát
| Volby | Hlasy   | Hlasy | Mandáty | Mandáty | Pozice |
| Volby | Abs.    | %     | Abs.    | ±       | Pozice |
| ----- | ------- | ----- | ------- | ------- | ------ |
| 1920  | 100,371 | 1.9   | 2/150   |         | 12.    |
| 1925  | 85,777  | 1.4   | 2/150   | ▬0      | ▼14.   |
| 19291 | 233,772 | 3.6   | 4/150   | ▲2      | ▲12.   |
| 19351 | 259,832 | 3.6   | 3/150   | ▼1      | ▲11.   |

1 Ve volbách 1929 a 1935 kandidovala Zemská křesťansko-sociální strana v koalici s Maďarskou národní stranou a Spišskou německou stranou. V tabulce jsou uvedeny hlasy pro koalici jako celek, mandáty pouze pro OKSZP.